# Златокрила слънчева птица
Златокрилата слънчева птица (Drepanorhynchus reichenowi) е вид птица от семейство Нектарникови (Nectariniidae), единствен представител на род Златокрили слънчеви птици (Drepanorhynchus).

## Разпространение
Видът е разпространен в Демократична република Конго, Кения, Танзания и Уганда.